# Церово (Крупина)
Церово (слч. Cerovo) насељено је мјесто са административним статусом сеоске општине (слч. obec) у округу Крупина, у Банскобистричком крају, Словачка Република.

## Становништво
| Година:    | 1994. | 2004.    | 2014.   | 2024.   |
| ---------- | ----- | -------- | ------- | ------- |
| Број људи: | 656   | 578      | 573     | 562     |
| Разлика:   |       | -11,89 % | -0,86 % | -1,91 % |

| Година:    | 2023. | 2024.   |
| ---------- | ----- | ------- |
| Број људи: | 558   | 562     |
| Разлика:   |       | +0,71 % |

Према подацима о броју становника из 2024. године насеље је имало 562 становника.